# Matti (förnamn)
Matti är ett förnamn. Namnsdag infördes i Sverige den 24 februari 1986 och utgick 1993.

## Personer med namnet
- Matti Ahde (1945–2019), finländsk politiker
- Matti Aikio (1872–1929), norsk författare av samiskt ursprung
- Matti Airola (1882–1939), lantdagsledamot för Finlands Socialdemokratiska Parti
- Matti Antero Karjalainen (1946–2010), finländsk akustiker
- Matti Aura (1943–2011), finländsk affärsman och politiker
- Matti Aura (1885–1975), finländsk ämbetsman
- Matti Haapoja, finländsk brottsling
- Matti Haltia (f. 1939), finländsk läkare
- Matti Haupt (1912–1999), finländsk skulptör och bildkonstnär
- Matti Hautamäki (f. 1981), finländsk backhoppare
- Matti Hälli (1913–1988), finländsk författare
- Matti Ilmari (f. 1942), finländsk industriman
- Matti Jurva (1898–1943), finländsk sångare, musiker, sångtextförfattare och skådespelare
- Matti Kassila, finländsk regissör, manusförfattare, skådespelare och filmproducent
- Matti Kekkonen, finländsk politiker
- Matti Kuusi (1914–1998), finländsk folklorist och akademiker
- Matti Murto (1949–2013)
- Matti Nykänen (1963–2019), finländsk backhoppare
- Matti Paavilainen, finländsk författare och litteraturkritiker
- Matti A. Pitkänen (1930–1997), finländsk fotograf
- Matti Pulkkinen (1944–2011), finländsk författare
- Matti Rissanen (1937–2018), finländsk filolog
- Matti Strömbom (1914–1996), svensk medeldistanslöpare
- Matti Vanhanen (f. 1955), finländsk politiker
- Matti Virkkunen (1908–1980), finländsk bankman och politiker.